# Sprâncenata
Sprâncenata – wieś w Rumunii, w okręgu Aluta, w gminie Sprâncenata. W 2011 roku liczyła 1393 mieszkańców. 